# European Silver League femminile 2025
L'European Silver League 2025, 7ª edizione dell'omonima competizione femminile di pallavolo, si è svolta dal 30 maggio al 29 giugno 2025: al torneo hanno partecipato nove squadre nazionali europee e la vittoria finale è andata per la prima volta alla Svizzera.

## Regolamento

### Formula
La formula ha previsto:
- Fase a gironi, disputata con girone all'italiana: le prime due classificate hanno acceduto alla finale.
- Finale, giocata con gara di andata e ritorno (a ogni partita vengono assegnati punti come nella fase a gironi: in caso di stesso numero di punti viene disputato un golden set): la vincitrice è promossa alla European Golden League 2026.

### Criteri di classifica
Se il risultato finale è stato di 3-0 o 3-1 sono stati assegnati 3 punti alla squadra vincente e 0 a quella sconfitta, se il risultato finale è stato di 3-2 sono stati assegnati 2 punti alla squadra vincente e 1 a quella sconfitta.
L'ordine del posizionamento in classifica è stato definito in base a:
- Numero di partite vinte;
- Punti;
- Ratio dei set vinti/persi;
- Ratio dei punti realizzati/subiti;
- Risultati degli scontri diretti.

## Squadre partecipanti
| Squadra            | Qualificazione                     | Ultima partecipazione       |
| ------------------ | ---------------------------------- | --------------------------- |
| Austria            | 12ª in European Golden League 2024 | European Silver League 2023 |
| Fær Øer            | 8ª in European Silver League 2024  | European Silver League 2024 |
| Georgia            | 5ª in European Silver League 2024  | European Silver League 2024 |
| Islanda            | 9ª in European Silver League 2024  | European Silver League 2024 |
| Israele            | Wild card                          | European Silver League 2021 |
| Lettonia           | 6ª in European Silver League 2024  | European Silver League 2024 |
| Lussemburgo        | 7ª in European Silver League 2024  | European Silver League 2024 |
| Macedonia del Nord | Wild card                          | European Silver League 2023 |
| Svizzera           | Wild card                          | European Silver League 2018 |

## Torneo

### Fase a gironi

#### Prima settimana

##### Girone 1
| 30 maggio 2025 Íþróttahúsið Digranes, Kópavogur Durata: 2h:04 - Spettatori: 135 | Georgia | 2 - 3 | Islanda | 25-19, 13-25, 23-25, 28-26, 14-16 |
| 31 maggio 2025 Íþróttahúsið Digranes, Kópavogur Durata: 2h:04 - Spettatori: 40  | Austria | 2 - 3 | Georgia | 26-28, 23-25, 25-13, 27-25, 13-15 |
| 1º giugno 2025 Íþróttahúsið Digranes, Kópavogur Durata: 1h:12 - Spettatori: 131 | Islanda | 0 - 3 | Austria | 16-25, 15-25, 17-25               |

##### Girone 2
| 30 maggio 2025 Sportska sala Park, Strumica Durata: 1h:18 - Spettatori: 1 500 | Lussemburgo        | 0 - 3 | Macedonia del Nord | 16-25, 19-25, 14-25 |
| 31 maggio 2025 Sportska sala Park, Strumica Durata: 0h:59 - Spettatori: 500   | Svizzera           | 3 - 0 | Lussemburgo        | 25-11, 25-13, 25-14 |
| 1º giugno 2025 Sportska sala Park, Strumica Durata: 0h:59 - Spettatori: 1 800 | Macedonia del Nord | 0 - 3 | Svizzera           | 7-25, 16-25, 6-25   |

##### Girone 3
| 30 maggio 2025 Zemgales Olimpiskais centrs, Jelgava Durata: 1h:27 - Spettatori: 540 | Fær Øer  | 1 - 3 | Lettonia | 11-25, 30-28, 17-25, 15-25 |
| 31 maggio 2025 Zemgales Olimpiskais centrs, Jelgava Durata: 1h:09 - Spettatori: 50  | Israele  | 3 - 0 | Fær Øer  | 25-14, 25-19, 25-14        |
| 1º giugno 2025 Zemgales Olimpiskais centrs, Jelgava Durata: 1h:09 - Spettatori: 490 | Lettonia | 3 - 0 | Israele  | 25-17, 25-19, 25-13        |

#### Seconda settimana

##### Girone 4
| 6 giugno 2025 Ítróttarhøllin inni í Dal á Sandi, Sandur Durata: 1h:07 - Spettatori: 65  | Macedonia del Nord | 3 - 0 | Fær Øer            | 25-11, 25-21, 25-16 |
| 7 giugno 2025 Ítróttarhøllin inni í Dal á Sandi, Sandur Durata: 1h:07 - Spettatori: 25  | Austria            | 3 - 0 | Macedonia del Nord | 25-12, 25-12, 25-20 |
| 8 giugno 2025 Ítróttarhøllin inni í Dal á Sandi, Sandur Durata: 1h:05 - Spettatori: 129 | Fær Øer            | 0 - 3 | Austria            | 13-25, 9-25, 22-25  |

##### Girone 5
| 6 giugno 2025 Tbilisi Sports Palace, Tbilisi Durata: 2h:10 - Spettatori: 1 500 | Lussemburgo | 2 - 3 | Georgia     | 25-21, 29-31, 15-25, 25-22, 8-15 |
| 7 giugno 2025 Tbilisi Sports Palace, Tbilisi Durata: 1h:03 - Spettatori: 50    | Lettonia    | 3 - 0 | Lussemburgo | 25-17, 25-17, 25-11              |
| 8 giugno 2025 Tbilisi Sports Palace, Tbilisi Durata: 1h:48 - Spettatori: 2 000 | Georgia     | 1 - 3 | Lettonia    | 25-16, 23-25, 21-25, 18-25       |

##### Girone 6
| 6 giugno 2025 Betoncoupe Arena, Schönenwerd Durata: 1h:03 - Spettatori: 800   | Islanda  | 0 - 3 | Svizzera | 10-25, 14-25, 16-25 |
| 7 giugno 2025 Betoncoupe Arena, Schönenwerd Durata: 1h:20 - Spettatori: 85    | Israele  | 3 - 0 | Islanda  | 25-20, 25-18, 25-16 |
| 8 giugno 2025 Betoncoupe Arena, Schönenwerd Durata: 1h:21 - Spettatori: 1 150 | Svizzera | 3 - 0 | Israele  | 25-18, 28-26, 25-17 |

#### Terza settimana

##### Girone 7
| 13 giugno 2025 D'Coque, Lussemburgo Durata: 2h:08 - Spettatori: 100 | Islanda     | 3 - 2 | Lussemburgo | 25-22, 21-25, 24-26, 25-15, 16-14 |
| 14 giugno 2025 D'Coque, Lussemburgo Durata: 1h:10 - Spettatori: 50  | Fær Øer     | 0 - 3 | Islanda     | 19-25, 18-25, 18-25               |
| 15 giugno 2025 D'Coque, Lussemburgo Durata: 1h:06 - Spettatori: 150 | Lussemburgo | 3 - 0 | Fær Øer     | 25-20, 25-11, 25-20               |

##### Girone 8
| 13 giugno 2025 Sportska sala Park, Strumica Durata: 2h:13 - Spettatori: 0 | Macedonia del Nord | 2 - 3 | Israele            | 14-25, 25-18, 25-22, 14-25, 10-15 |
| 14 giugno 2025 Sportska sala Park, Strumica Durata: 1h:48 - Spettatori: 0 | Georgia            | 3 - 1 | Macedonia del Nord | 20-25, 25-21, 25-23, 25-22        |
| 15 giugno 2025 Sportska sala Park, Strumica Durata: 1h:18 - Spettatori: 0 | Israele            | 3 - 0 | Georgia            | 25-14, 25-18, 25-18               |

##### Girone 9
| 13 giugno 2025 Johann-Pölz-Halle, Amstetten Durata: 2h:02 - Spettatori: 454 | Lettonia | 2 - 3 | Austria  | 16-25, 23-25, 25-19, 25-19, 9-15 |
| 14 giugno 2025 Johann-Pölz-Halle, Amstetten Durata: 1h:15 - Spettatori: 64  | Svizzera | 3 - 0 | Lettonia | 25-19, 25-18, 25-23              |
| 15 giugno 2025 Johann-Pölz-Halle, Amstetten Durata: 1h:07 - Spettatori: 309 | Austria  | 0 - 3 | Svizzera | 19-25, 16-25, 18-25              |

#### Classifica
| Pos. | Squadra            | Pt | G | V | P | SV | SP | Ratio | PF  | PS  | Ratio |
| ---- | ------------------ | -- | - | - | - | -- | -- | ----- | --- | --- | ----- |
| 1.   | Svizzera           | 18 | 6 | 6 | 0 | 18 | 0  | MAX   | 453 | 281 | 1,612 |
| 2.   | Lettonia           | 13 | 6 | 4 | 2 | 14 | 8  | 1,750 | 503 | 432 | 1,164 |
| 3.   | Austria            | 12 | 6 | 4 | 2 | 14 | 8  | 1,750 | 495 | 416 | 1,189 |
| 4.   | Israele            | 11 | 6 | 4 | 2 | 12 | 8  | 1,500 | 440 | 392 | 1,122 |
| 5.   | Georgia            | 8  | 6 | 3 | 3 | 12 | 14 | 0,857 | 555 | 584 | 0,950 |
| 6.   | Islanda            | 7  | 6 | 3 | 3 | 9  | 13 | 0,692 | 439 | 485 | 0,905 |
| 7.   | Macedonia del Nord | 7  | 6 | 2 | 4 | 9  | 12 | 0,750 | 402 | 447 | 0,899 |
| 8.   | Lussemburgo        | 5  | 6 | 1 | 5 | 7  | 15 | 0,466 | 411 | 501 | 0,820 |
| 9.   | Fær Øer            | 0  | 6 | 0 | 6 | 1  | 18 | 0,055 | 318 | 478 | 0,665 |

      Qualificata alla finale.

### Finale

#### Andata
| 26 giugno 2025 Olimpiskais Sporta centrs, Riga Durata: 2h:05 - Spettatori: 900 | Lettonia | 3 - 2 | Svizzera | 25-17, 21-25, 32-30, 22-25, 15-8 |

#### Ritorno
| 29 giugno 2025 Betoncoupe Arena, Schönenwerd Durata: 1h:20 - Spettatori: 1 500 | Svizzera | 3 - 0 | Lettonia | 25-20, 25-20, 25-19 |

## Classifica finale
| Pos     | Squadra            | Rosa                                                                        |
| ------- | ------------------ | --------------------------------------------------------------------------- |
| Oro     | Svizzera           | Template:Svizzera femminile pallavolo European Silver League 2025           |
| Argento | Lettonia           | Template:Lettonia femminile pallavolo European Silver League 2025           |
| 3       | Austria            | Template:Austria femminile pallavolo European Silver League 2025            |
| 4       | Israele            | Template:Israele femminile pallavolo European Silver League 2025            |
| 5       | Georgia            | Template:Georgia femminile pallavolo European Silver League 2025            |
| 6       | Islanda            | Template:Islanda femminile pallavolo European Silver League 2025            |
| 7       | Macedonia del Nord | Template:Macedonia del Nord femminile pallavolo European Silver League 2025 |
| 8       | Lussemburgo        | Template:Lussemburgo femminile pallavolo European Silver League 2025        |
| 9       | Fær Øer            | Template:Faer Oer femminile pallavolo European Silver League 2025           |

|  | Promossa in European Golden League 2026 |

## Statistiche
| Rendimento individuale | Rendimento individuale | Rendimento individuale | Rendimento individuale |
| Pos.                   | Nome                   | Punti                  | Squadra                |
| ---------------------- | ---------------------- | ---------------------- | ---------------------- |
| 1                      | Marta Levinska         | 160                    | Lettonia               |
| 2                      | Ann Kalandadze         | 126                    | Georgia                |
| 3                      | Julie Lengweiler       | 116                    | Svizzera               |
| 4                      | Valeriia Gamanovich    | 100                    | Israele                |
| 5                      | Tabea Eichler          | 98                     | Svizzera               |

| Attacchi vincenti | Attacchi vincenti   | Attacchi vincenti | Attacchi vincenti |
| Pos.              | Nome                | Punti             | Squadra           |
| ----------------- | ------------------- | ----------------- | ----------------- |
| 1                 | Marta Levinska      | 141               | Lettonia          |
| 2                 | Ann Kalandadze      | 104               | Georgia           |
| 3                 | Julie Lengweiler    | 102               | Svizzera          |
| 4                 | Valeriia Gamanovich | 85                | Israele           |
| 5                 | Kora Schaberl       | 82                | Austria           |

| Muri vincenti | Muri vincenti      | Muri vincenti | Muri vincenti |
| Pos.          | Nome               | Punti         | Squadra       |
| ------------- | ------------------ | ------------- | ------------- |
| 1             | Nina Nesimović     | 23            | Austria       |
| 2             | Mariam Mushkudiani | 22            | Georgia       |
| 3             | Anna Rita          | 19            | Lettonia      |
| 4             | Karmena Struka     | 18            | Lettonia      |
| 5             | Lizzy Lobzhanidze  | 16            | Georgia       |

| Battute vincenti | Battute vincenti     | Battute vincenti | Battute vincenti   |
| Pos.             | Nome                 | Punti            | Squadra            |
| ---------------- | -------------------- | ---------------- | ------------------ |
| 1                | Ann Kalandadze       | 15               | Georgia            |
| 2                | Paula Nečiporuka     | 14               | Lettonia           |
| 3                | Magdalena Kneubühler | 13               | Svizzera           |
| 3                | Tea Terzievska       | 13               | Macedonia del Nord |
| 5                | Samira Sulser        | 12               | Svizzera           |
| 5                | Marta Levinska       | 12               | Lettonia           |